# Comuna Ravne na Koroškem
Ravne na Koroškem (Občina Ravne na Koroškem) este o comună din Slovenia, cu o populație de 23.248 de locuitori (2002).

## Localități
Brdinje, Dobja vas, Dobrije, Koroški Selovec, Kotlje, Navrški Vrh, Podgora, Podkraj, Preški Vrh, Ravne na Koroškem, Sele, Stražišče, Strojna, Tolsti Vrh, Uršlja Gora, Zelen Breg